# Fervoira
Fervoira (en gallego y oficialmente, A Fervoira) es un lugar de la parroquia de Abeledo, municipio de Abadín, comarca de Tierra Llana (Lugo), en la provincia de Lugo, Galicia, España.